# BYOB
BYOB (eller B.Y.O.B.) är en akronym för engelskans Bring Your Own Booze, Bring Your Own Bottle, Bring Your Own Beer eller Bring Your Own Beverage. Innebörden är att de inbjudna ombeds ta med egen alkohol till en fest eller bjudning. Den används även av och om vissa restauranger som saknar tillstånd för att servera alkohol, men där det är tillåtet att ta med egen dryck. Sådana restauranger tar ofta ut en avgift, corkage fee, för detta. 